# All My Life (Purple Disco Machine)
All My Life is een nummer van de Duitse DJ en platenproducer Purple Disco Machine en van de Belgische DJ, producer The Magician. Het nummer werd uitgebracht op 19 september 2024 door Columbia. 
In tegenstelling tot andere singles van Purple Disco Machine scoorde All My Life enkel op Belgisch grondgebied. In Vlaanderen stond het nummer in maart 2025 23 weken in de hitlijst. Een piekpositie op plaats 9, zorgde dat de dj een 5de top 10 hit scoorde. 